# Sollicitudo omnium ecclesiarum
 (mai 2019).
Si vous disposez d'ouvrages ou d'articles de référence ou si vous connaissez des sites web de qualité traitant du thème abordé ici, merci de compléter l'article en donnant les références utiles à sa vérifiabilité et en les liant à la section « Notes et références ».
Par la bulle Sollicitudo omnium ecclesiarum (en français : la sollicitude pour toutes les Églises) du 7 août 1814, le pape Pie VII rétablit dans le monde entier la Compagnie de Jésus que l'un de ses prédécesseurs, le pape Clément XIV, cédant à des pressions politiques, avait dissoute le 21 juillet 1773 (bref Dominus ac Redemptor). Pie VII avait d'abord discrètement approuvé son existence en Russie (bref Catholicae fidei du 7 mars 1801) et dans le royaume de Naples en 1804. 

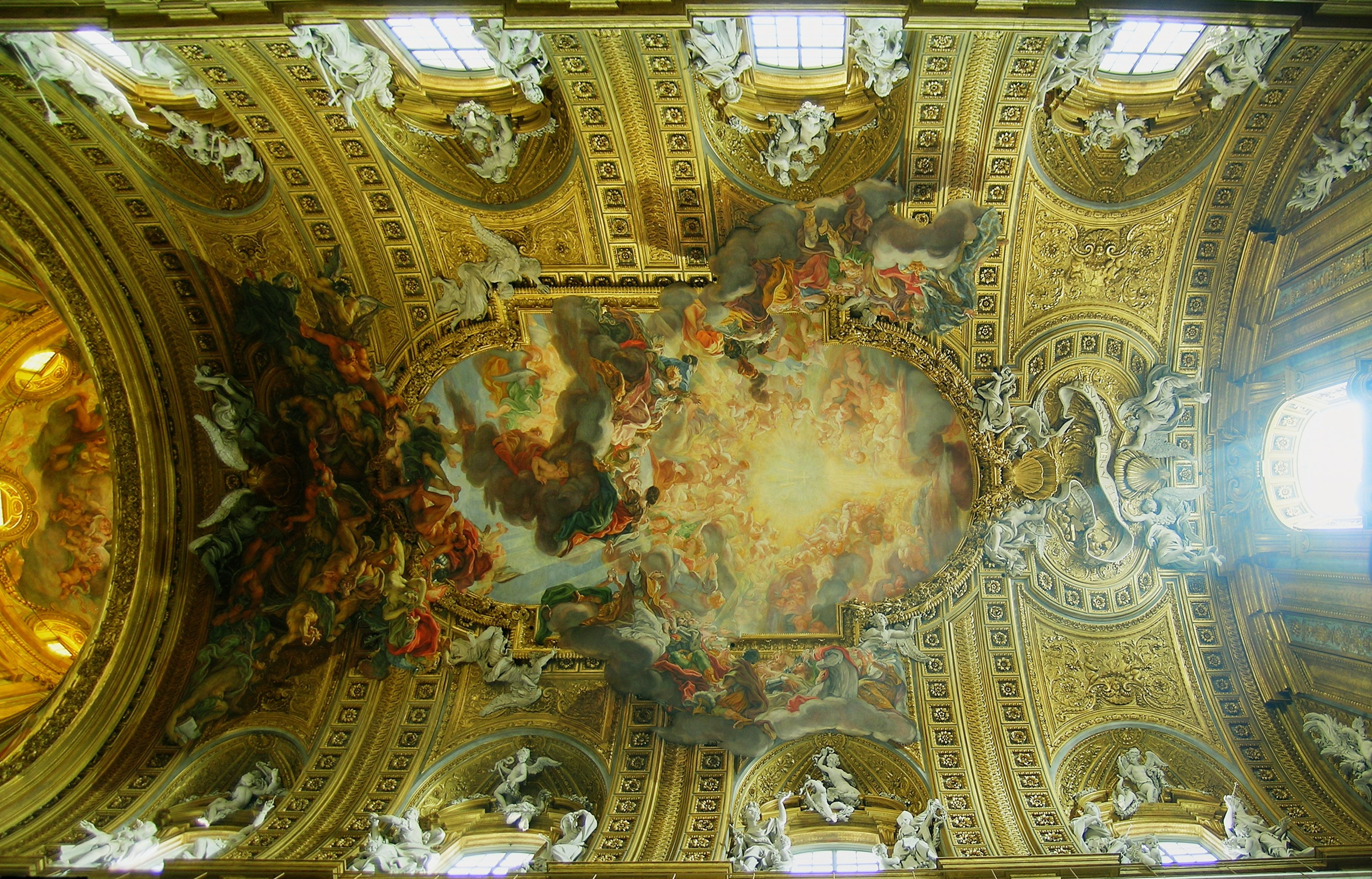
La voûte de l'église du Gesù à la 'gloire du Nom de Jésus'

Le 7 août 1814, le pape Pie VII célébra une messe solennelle dans l'église du Gesù à Rome où se trouve le tombeau de saint Ignace de Loyola, fondateur de la Compagnie de Jésus. Ensuite, il fit lire la bulle qui autorisait à nouveau l'existence de l'Ordre dans le monde entier. En même temps, il nomma le supérieur des jésuites de Russie, Tadeusz Brzozowski, « Supérieur général de la Compagnie de Jésus ».